# Green Cape
Green Cape är en udde i Australien. Den ligger i delstaten New South Wales, i den sydöstra delen av landet, omkring 390 kilometer söder om delstatshuvudstaden Sydney.
Trakten är glest befolkad.
I omgivningarna runt Green Cape växer i huvudsak städsegrön lövskog. Genomsnittlig årsnederbörd är 1 161 millimeter. Den regnigaste månaden är juni, med i genomsnitt 209 mm nederbörd, och den torraste är juli, med 16 mm nederbörd.